# Puya raimondii

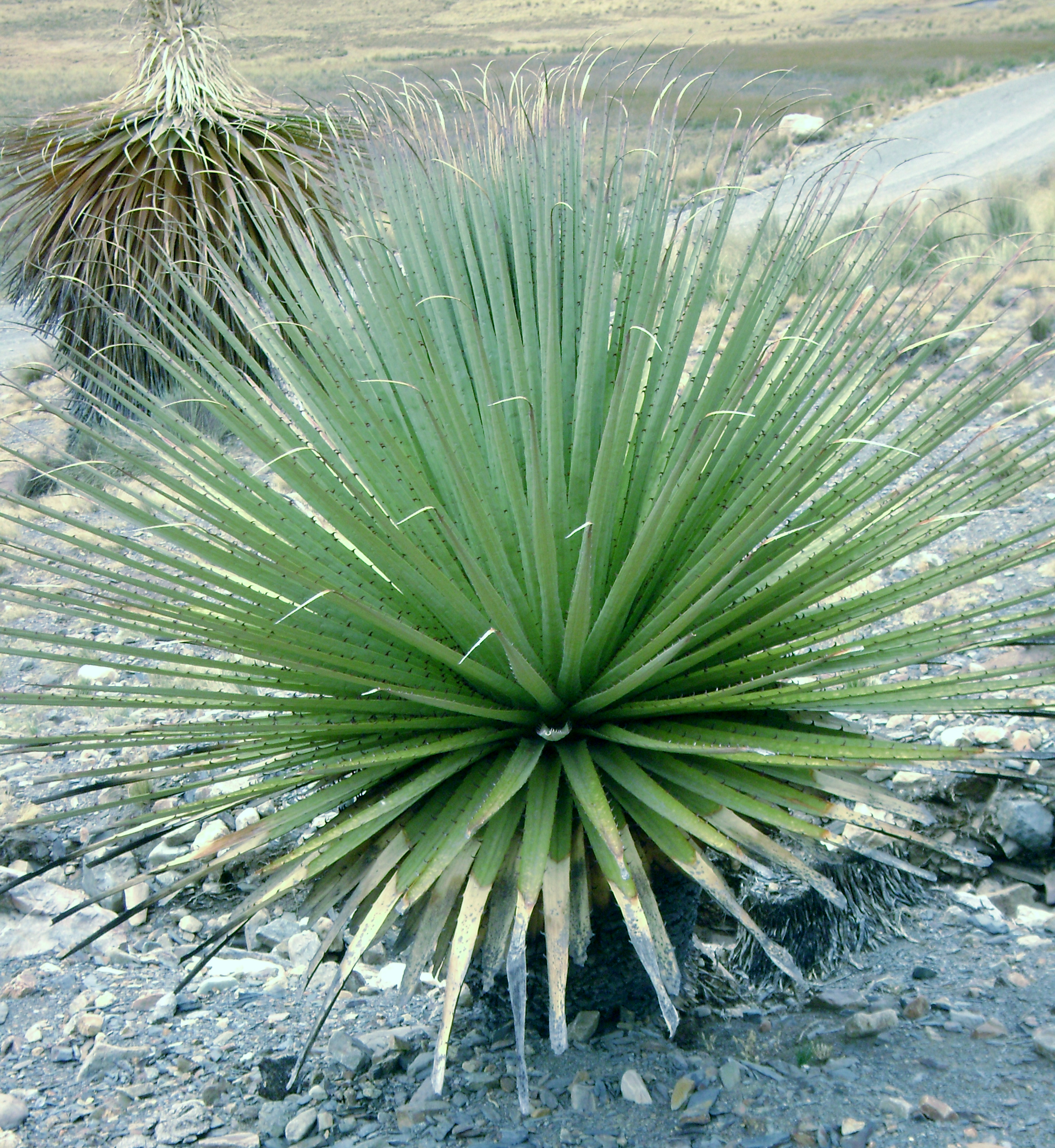
Vista de la planta

Puya raimondi,  el nombre científico de la puya o titanca de Raimondi en un principio fue (Pourretia gigantea); puesto por su descubridor; Antonio Raimondi, siendo cambiado en 1928 por el botánico alemán Hermann Harms (1870-1942) a Puya raimondii Harms, es una especie endémica de la zona altoandina de Perú y Bolivia que habita por encima de los 3800 m s.n.m. Originalmente se le dio el nombre científico de Pourretia gigantea. Su población se encuentra en decrecimiento y actualmente se encuentra incluida en la Lista Roja de la Unión Internacional para la Conservación de la Naturaleza como una especie en peligro de extinción.

## Descripción
No solo es la planta más grande del género Puya sino de las mismas bromeliáceas. Puede alcanzar 3 a 4 m de altura en crecimiento vegetativo, pudiendo alcanzar hasta 12 m de altura con la inflorescencia y produce racimos hasta de 8 mil flores y 6 millones de semillas por planta. Puede vivir más de 100 años. Es una especie que ni bien florece, muere (monocárpica) siendo las semillas su único medio de propagación. Se la puede ver florecer en los meses de enero a diciembre. Está considerada una especie en peligro. Existen rodales de Puya raimondii en Moquegua, Junín, Lima, Huancavelica, Ayacucho, Áncash, Apurímac, Cusco, Arequipa, Puno y La Libertad en Perú.
Es pariente de la piña y presenta además varias características que la hacen única. Durante decenas de años, sus hojas espinosas van creciendo hasta parecer, en la distancia, un maguey gigante (chagual o ágave, en otras partes del mundo), el cual llega a medir hasta cuatro metros de altura, y que de por sí constituye un espectáculo inusual en la aridez llana de la puna; arriba de los 3800 m s.n.m. Luego, súbitamente empieza a crecer la inflorescencia, hasta alcanzar entre ocho y diez metros de altura. No hay inflorescencia más grande sobre el planeta (produce más de 5000 flores). Dicen que la planta florece sólo cuando llega a cumplir los cien años de edad, y después de soltar sus semillas (produce entre 6 a 10 millones de semillas) la planta muere.
Las puyas crecen en "bosques", a falta de mejor nombre para denominar los espacios localizados en la puna en los cuales se desarrolla. El bosque más conocido está en la reserva del parque nacional Huascarán, en el departamento de Ancash. La Puya raimondi se conserva también en el Santuario Nacional de Calipuy (La Libertad), donde existen un rodal denso con plantas de esta especie.

## Descubrimiento
Fue descubierta por primera vez para el mundo occidental en 1830, por el científico francés Alcide d'Orbigny (1802-1857), en la región de Vacas, Bolivia. Posteriormente, el naturalista italiano Antonio Raimondi (1826-1890) la descubrió en la zona Chavín de Huántar, durante sus viajes por el Perú, y en 1874 fue el primero en asignar el nombre científico a la planta, llamándola Pourretia gigantea, cambiado en 1928 por el botánico alemán Hermann Harms (1870-1942) por el de Puya raimondii Harms.

## Taxonomía
Puya raimondii fue descrita por (Poepp.) Gay y publicado en Notizblatt des Botanischen Gartens und Museums zu Berlin-Dahlem 10: 213. 1928.
Etimología
Ver: Puya
raimondii: epíteto otorgado en honor del naturalista italiano Antonio Raimondi.
Sinonimia
- Pourretia gigantea Raimondi ex Herrera
- Pourretia gigantea Raimondi[9][10]

## Estado de conservación
Con base en un estudio de 2008 actualmente se encuentra incluida en la Lista Roja de la Unión Internacional para la Conservación de la Naturaleza como una especie en peligro de extinción.
El año 2010, el gobierno peruano creó el Área de conservación regional Bosque de Puya Raymondi - Titankayoc, en el distrito de Vischongo, provincia de Vilcashuamán, a tres horas de distancia de la ciudad de Ayacucho. Es una zona de protección de alrededor de 6000 hectáreas que cuenta con aproximadamente 200 mil ejemplares de puyas, el "bosque de puyas de Raimondi más grande del mundo".

## Nombres comunes
Es conocida como "qara" o "kunku" en Áncash, "makirwa" en la sierra Central y "tikatika" o "titanka" en el sur de Perú.